# Pömmelte
Pömmelte ist ein Ortsteil der Stadt Barby im Salzlandkreis in Sachsen-Anhalt.

## Geografie
Die Gemarkung Pömmelte liegt an der Elbe, südöstlich von Magdeburg in der Magdeburger Börde, in einem ehemaligen Abbaugebiet für Braunkohle. Die Kohleförderung wurde 1924 eingestellt.
Zur ehemaligen Gemeinde Pömmelte gehörten die Ortsteile Neue Siedlung und Zackmünde.

## Geschichte

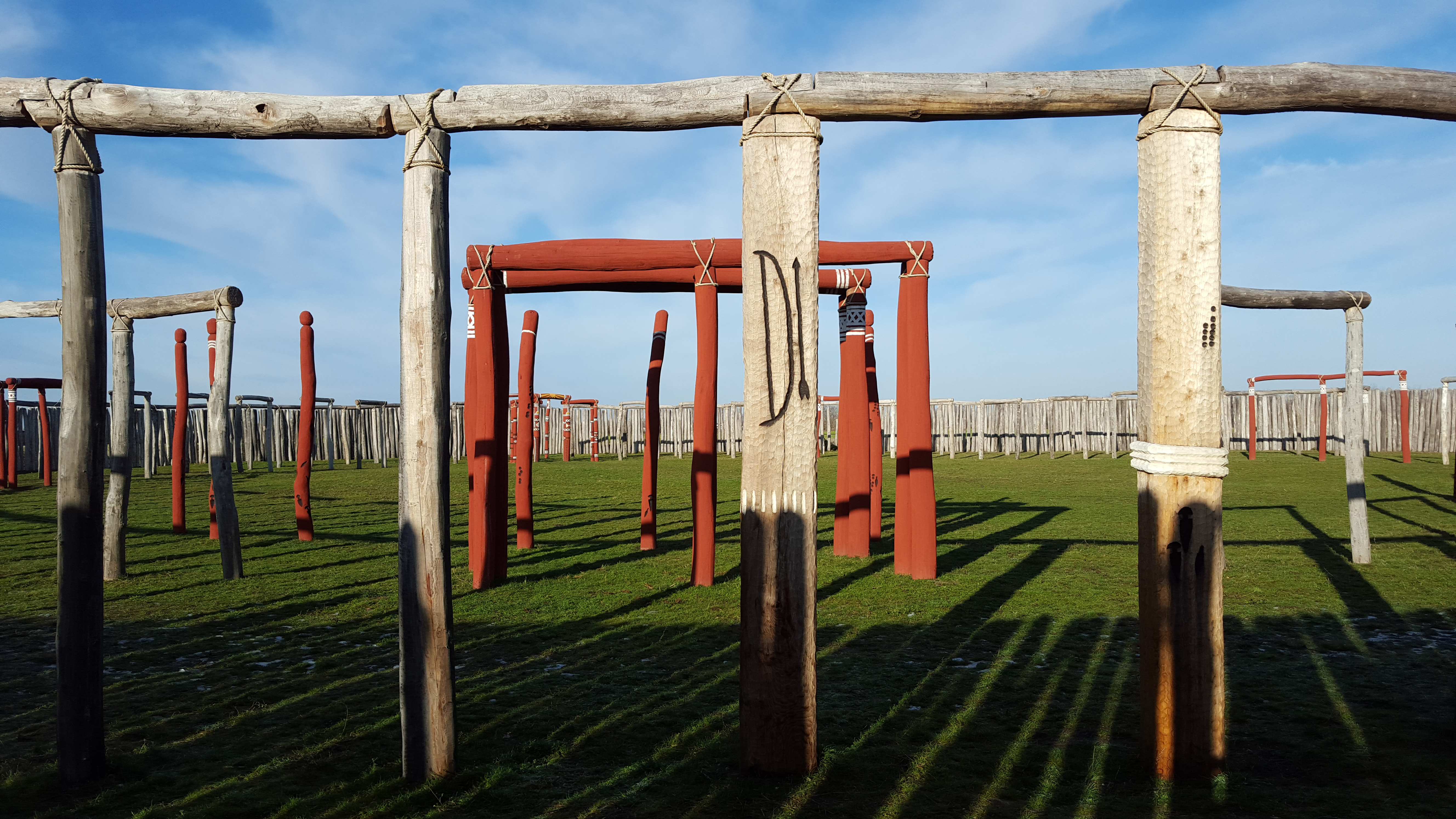
Kreisgrabenanlage

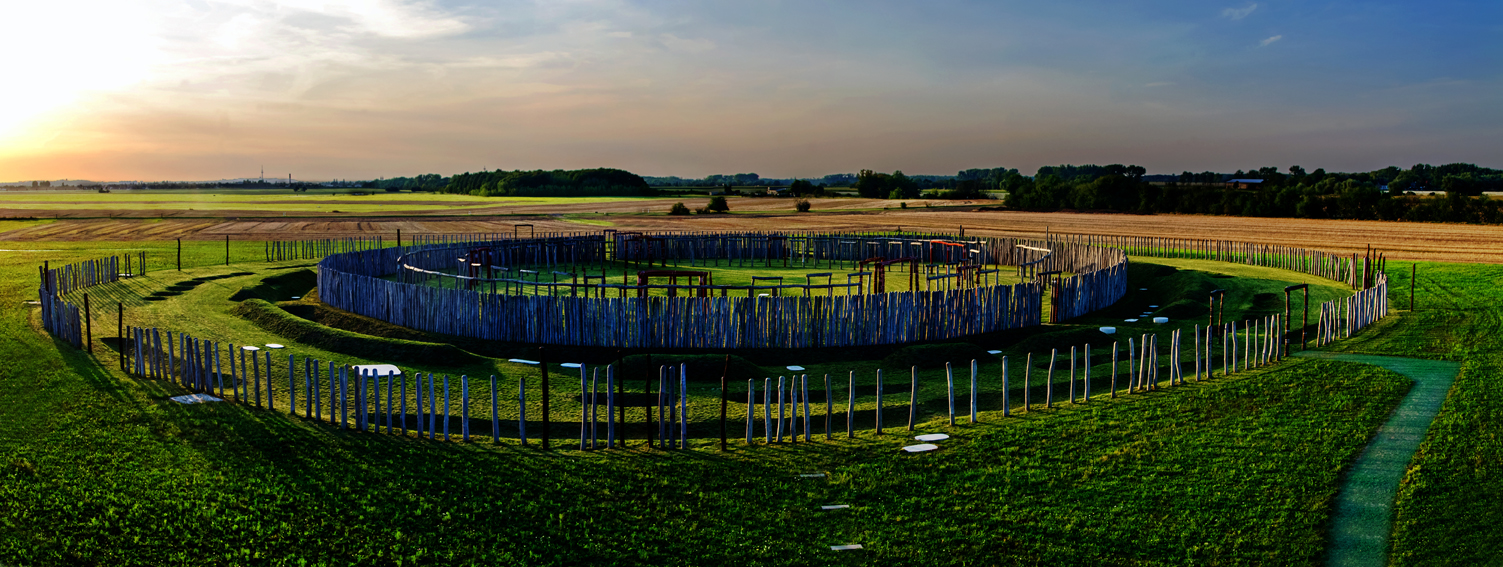
Ringheiligtum Pömmelte

Im Jahr 1292 wurde Pömmelte in einer Schenkungsurkunde erstmals erwähnt. Es ist anzunehmen, dass der Ort durch eingewanderte Sorben angesiedelt wurde.
Am 1. Januar 2010 schlossen sich die bis dahin selbstständigen Gemeinden Pömmelte, Breitenhagen, Glinde, Groß Rosenburg, Lödderitz, Sachsendorf, Tornitz, Wespen und Zuchau sowie die Stadt Barby (Elbe) zur neuen Stadt Barby zusammen. Gleichzeitig wurde die Verwaltungsgemeinschaft Elbe-Saale, zu der Pömmelte gehörte, aufgelöst.

### Kreisgrabenanlage
In der Nähe von Pömmelte wurde im Jahre 2006 eine so genannte Kreisgrabenanlage freigelegt. Es handelt sich dabei um einen Kultplatz vom Ende des dritten Jahrtausends vor Christus; er wird bereits als „Klein-Stonehenge“ bezeichnet. Gefunden wurden unter anderem Deponierungsgruben und Keramikreste sowie ein Rundbau mit gut 115 m Durchmesser. Womöglich berücksichtigte ihre Bauweise auch astronomische Prinzipien. Da der ehemals aus einzelnen Holzpfosten bestehende Rundbau nach seinem Verfall im Laufe der Zeit an den Stellen zu einer Änderung der Bodenbeschaffenheit und damit der dort wachsenden Pflanzen führte, war er bei Beobachtungsflügen entdeckt worden.

## Politik
- SPD: 1
- CDU: 1
- fraktionslos: 1

### Ortschaftsrat
Vorsitzender des Ortschaftsrats Pömmelte ist Peter Liensdorf (SPD) und Stellvertreter ist Daniel Hardtke (CDU).

### Wappen
Blasonierung: „In Blau über gewelltem silbernen Schildfuß drei silberne Lilien 2 : 1 begleitet von je zwei goldenen Ähren.“
Das Wappen reflektiert den historischen Zusammenhang des Ortes: Pömmelte war slawischer Gründung und über Jahrhunderte ein Bauerndorf, dessen Bewohner neben Viehhaltung vor allem Ackerbau betrieben. Die nahe Lage zur Elbe, die mit ihren früher regelmäßigen Überflutungen den Boden fruchtbar machte, war dafür wesentlich. Es bildeten sich im Zuge der Urbanisierung von Pömmelte drei Ortskerne bzw. Rundhöfe für deren Existenz es empirische Zeugnisse gibt. Diese Fakten drücken sich symbolisch im Gemeindewappen aus: Blauer Schild mit gewelltem Schildfuß = Elbe; drei Lilien von Ähren umkränzt (heraldisch: begleitet) = drei Ortskerne bzw. die heutigen Ortsteile Pömmelte, Neue Siedlung und Zackmünde sowie die Landwirtschaft.
Das Wappen wurde 2007 vom Kommunalheraldiker Jörg Mantzsch gestaltet.
Die Farben der ehemaligen Gemeinde sind Weiß-Blau.

## Verkehrsanbindung
Pömmelte liegt an der Landstraße von Schönebeck (Elbe) nach Barby. Der ca. 3,5 km entfernte Bahnhof Gnadau liegt an der Strecke Magdeburg – Halle (Saale).
Unmittelbar westlich von Pömmelte (Gemarkung Zackmünde) befindet sich der Flugplatz Schönebeck. Er wird von Segelfliegern, Fallschirmspringern und Privatfliegern genutzt. Der ICAO-Code für diesen Flugplatz lautet EDOZ.

## Bauwerke
- Die Sankt-Johannis-Kirche wurde 1871 in neoromanischen Stil erbaut.
- Am Ortsausgang in Richtung Schönebeck befindet sich die Bockwindmühle Pömmelte.

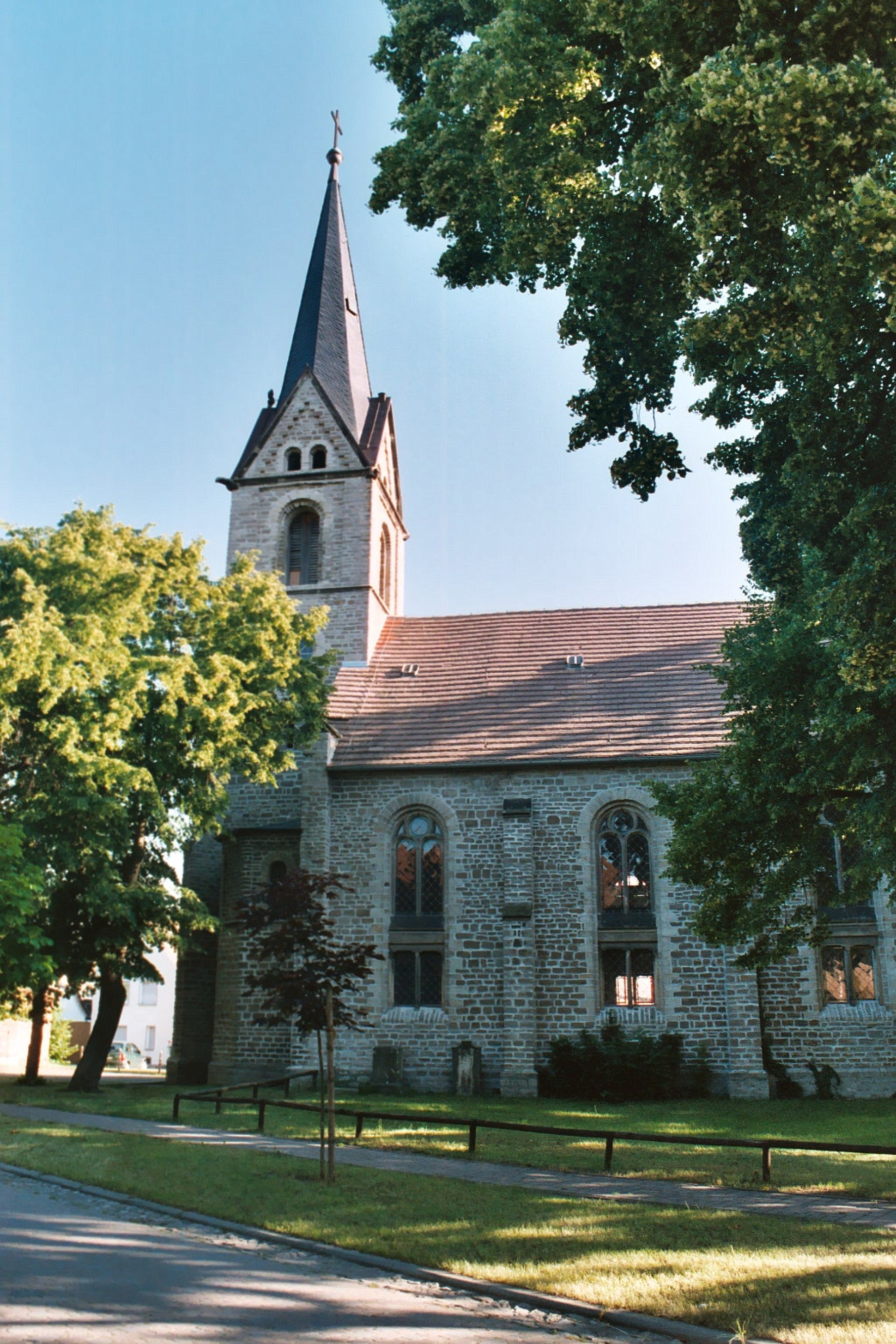
Kirche
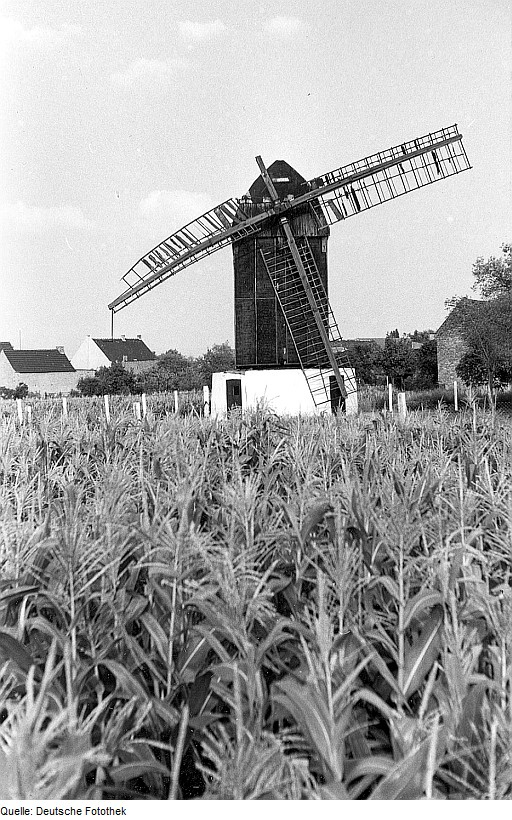
Bockwindmühle Pömmelte, 1973

## Persönlichkeiten
- Clara Wilhelmine Uhlich (1829–1888), deutsche Schriftstellerin und Frauenrechtlerin, geboren in Pömmelte
- Leberecht Uhlich (1799–1872), Politiker und Theologe, war von 1827 bis 1845 Pfarrer in Pömmelte.

## Sonstiges
In den Blickpunkt der überregionalen Öffentlichkeit gelangte Pömmelte im Januar 2006, nachdem vier zur rechtsextremistischen Szene gezählte Jugendliche aus dem Ort einen zwölfjährigen Jungen deutsch-äthiopischer Herkunft grob misshandelt und auf sadistische Art und Weise gepeinigt hatten. Sie erhielten Haftstrafen, zum Teil auf Bewährung.